# Julián García Vargas
Julián García Vargas (Madrid, 1945) es un economista y político español.

## Biografía
Licenciado en Ciencias Económicas en la Universidad Complutense de Madrid. Funcionario del Cuerpo Superior de Administradores Civiles del Estado, ejerciendo como inspector de Hacienda. Ingresó en el PSOE en 1976, pero dos años antes coincidía con Ernest Lluch y Enrique Barón en la Federación de Partidos Socialistas. Aceptado por los guerristas del PSOE, dado que no ha «combatido» nunca dentro de las familias enfrentadas del socialismo, también ha mantenido siempre muy buenas relaciones con el PSC y con algunos de los barones renovadores del partido. Así mismo mantenía vínculos cordiales con miembros de la oposición, desde el PP a IU.  
Fue subinspector de Política Financiera y entre 1983 y 1986 presidió el Instituto de Crédito Oficial ICO. Fue Ministro de Sanidad y Consumo de 1986 a 1991, donde aplicó la Ley del Aborto e impulsó la reforma que luego llevaría a la práctica su colega Ángeles Amador. 
También bajo la Presidencia del Gobierno de Felipe González Márquez, de 1991 a 1995 fue Ministro de Defensa donde ETA y sus atentados le proporcionaron los momentos más amargos de su vida ministerial, y los recortes presupuestarios de Carlos Solchaga, primero, y Pedro Solbes, después, los enojos más públicos. Es responsable de la reforma del servicio militar, con la reducción a nueve meses y el reordenamiento territorial de nuestras Fuerzas Armadas (Plan NORTE), algo que era urgente de cara a la modernización de los ejércitos y su encaje dentro de los organismos militares europeos. 
En diciembre de 1995 fue Enviado Especial de la Unión Europea a Bosnia para la supervisión de los acuerdos de paz de Dayton hasta abril de 1996. 
Recibió la Gran Cruz del Mérito Militar de España, de la Cruz de la Guardia Civil, de la Gran Cruz del Mérito Aeronáutico, de la Gran Cruz del Mérito de la R.F. de Alemania y de otras condecoraciones. Ejerció como consejero de empresas privadas. Fue vicepresidente de la Confederación de Fundaciones y expresidente de la Asociación Atlántica Española. Fue presidente de TEDAE, Asociación Española de las Empresas Tecnológicas de Defensa, Aeronáutica y Espacio. Ha sido presidente dela Fundación FEINDEF hasta 2025  
| Predecesor: Ernest Lluch Martín  | Ministro de Sanidad y Consumo de España 1986-1991 | Sucesor: Julián García Valverde   |
| Predecesor: Narcís Serra i Serra | Ministro de Defensa de España 1991-1995           | Sucesor: Gustavo Suárez Pertierra |